# Bendersville
Bendersville è un comune degli Stati Uniti d'America nella Contea di Adams, in Pennsylvania. La sua popolazione al censimento del 2010 era di 641 abitanti.

## Società

### Evoluzione demografica
La composizione etnica della zona vede una prevalenza della razza bianca (84,4%) seguita dagli afroamericani (1,7%).
| Borough di Bendersville Popolazione |     |
| 2000                                | 576 |
| 2010                                | 641 |